# سنت وندل
شهر سنت وندل (به آلمانی: St. Wendel) در ایالت زارلند در کشور آلمان واقع شده‌است.

## نگارخانه

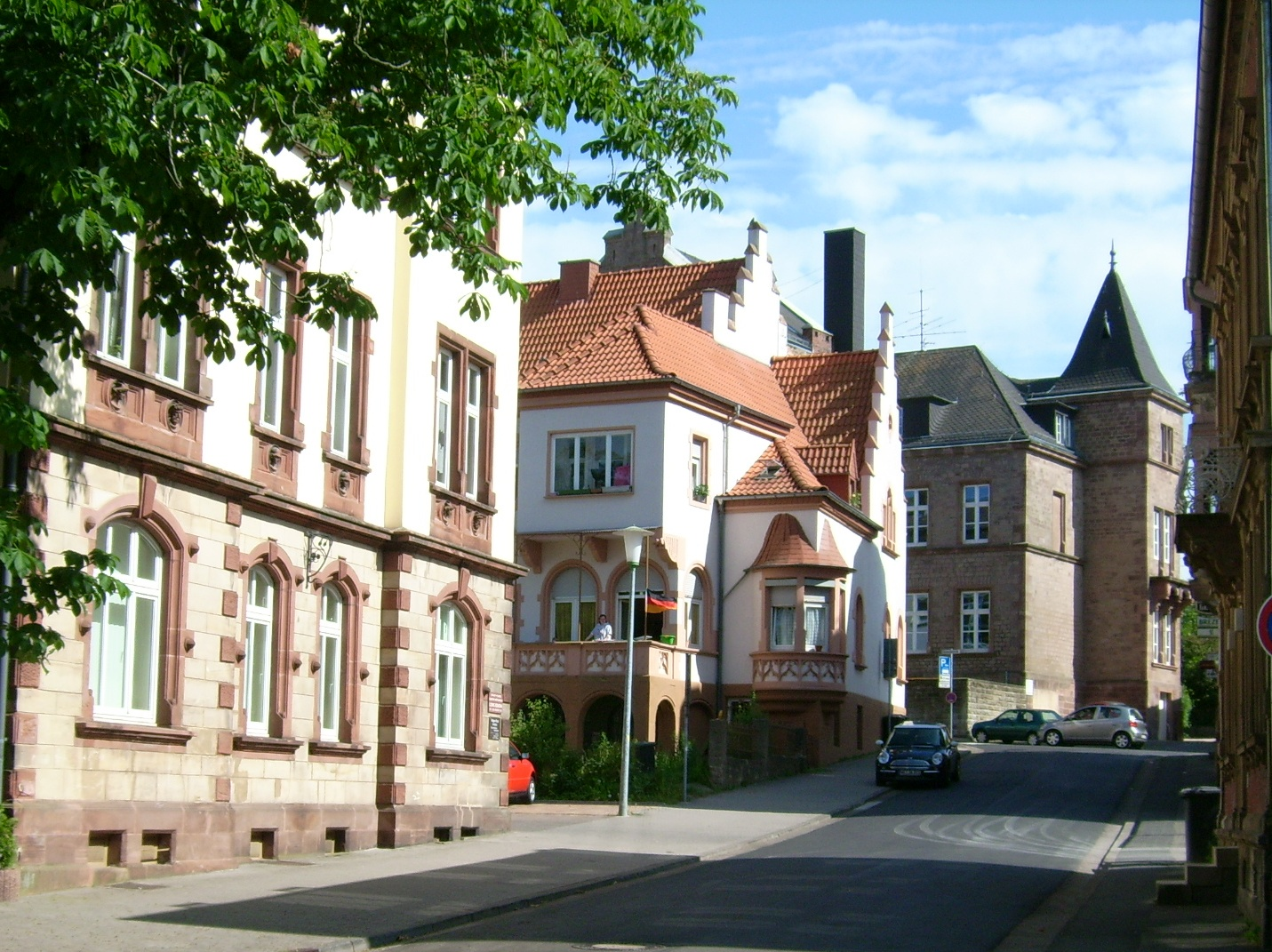
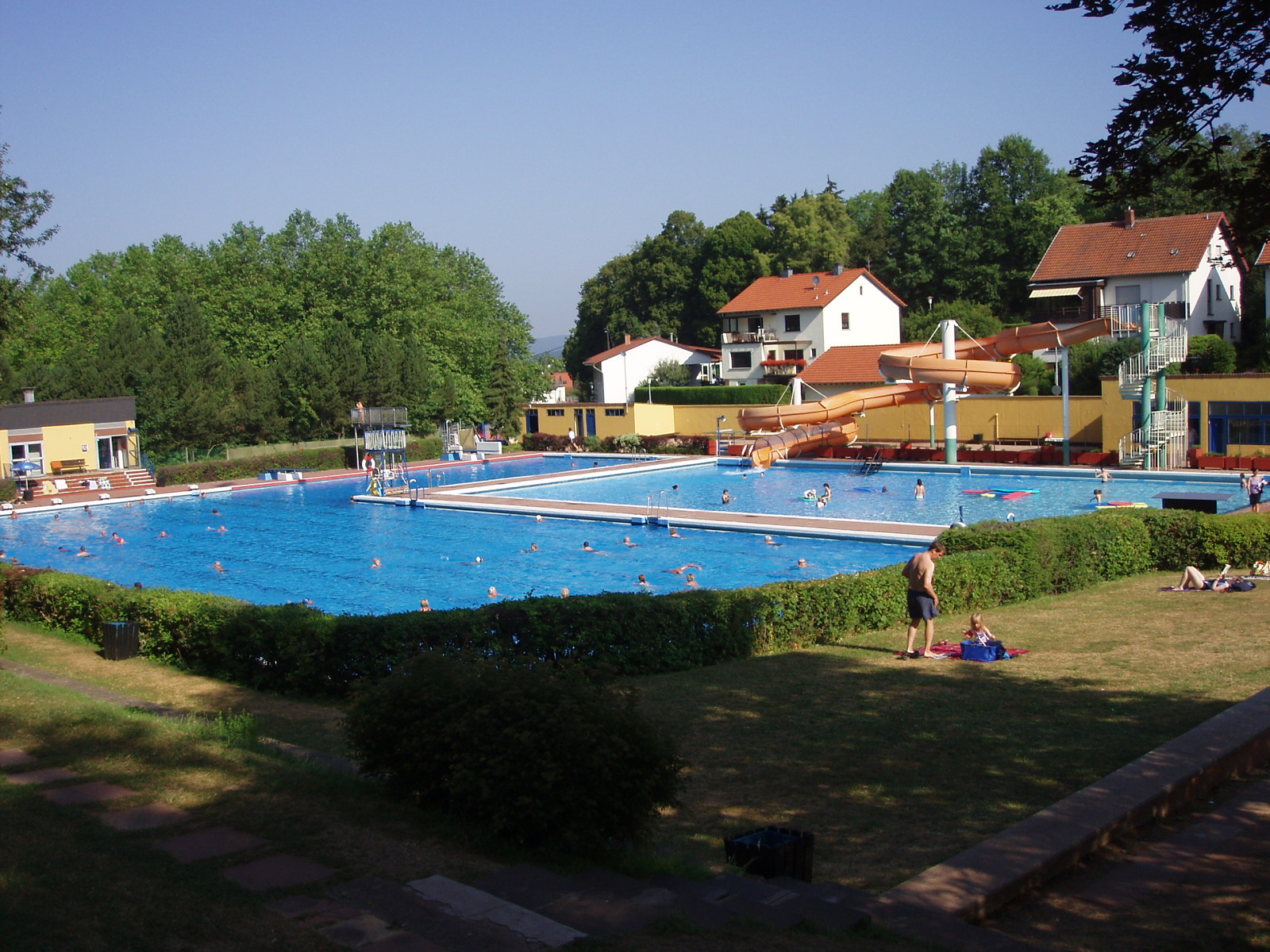
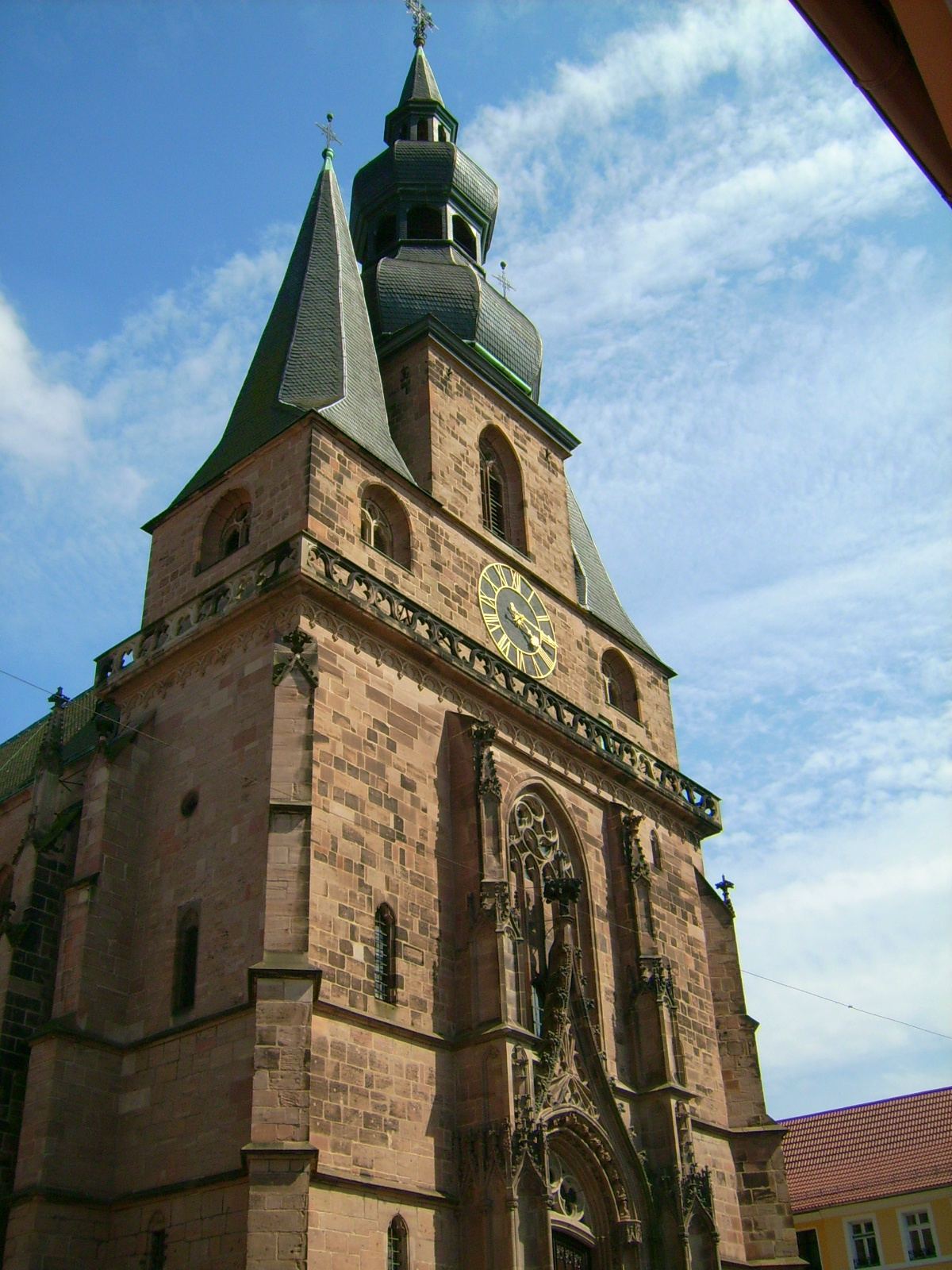
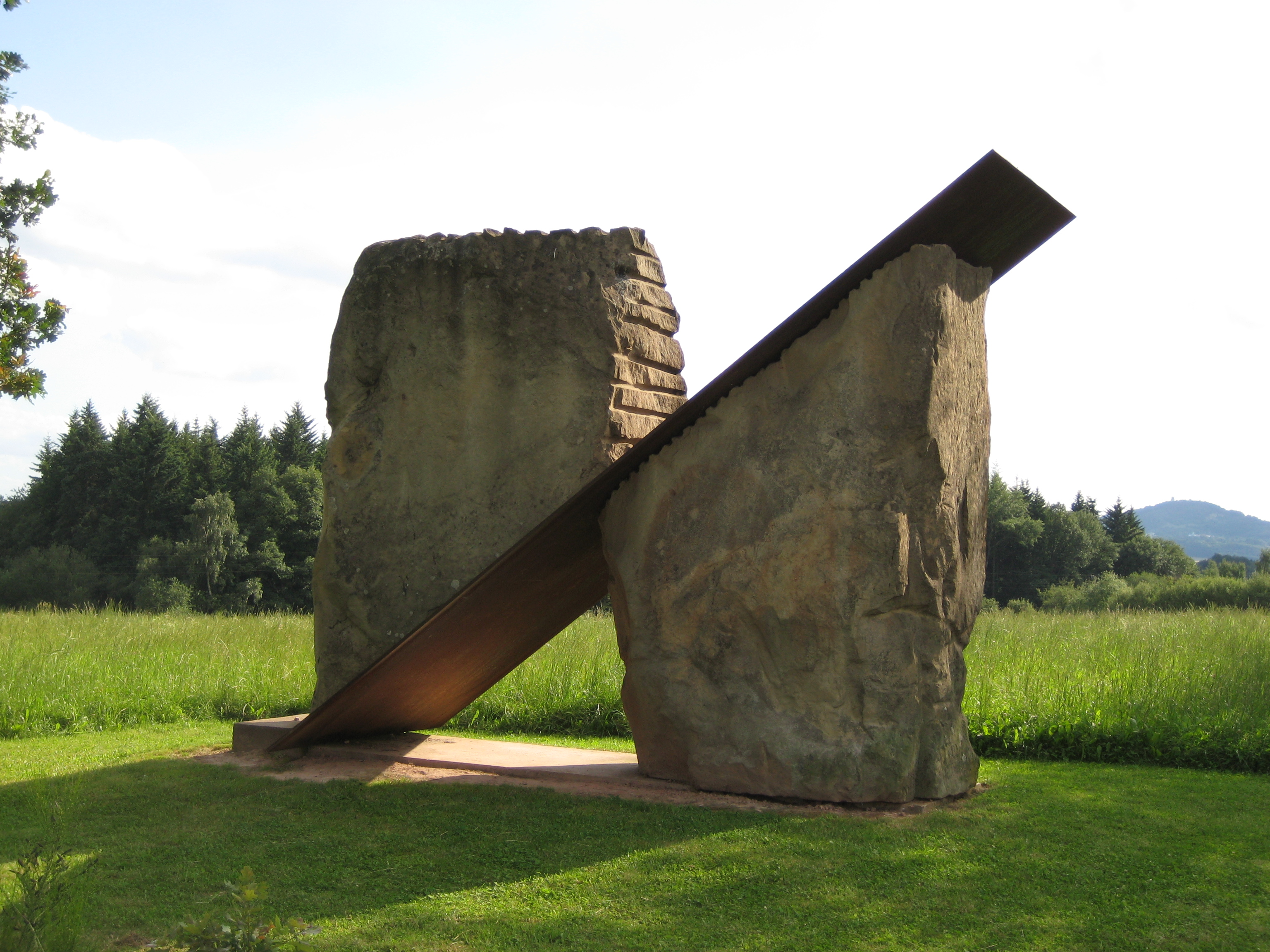
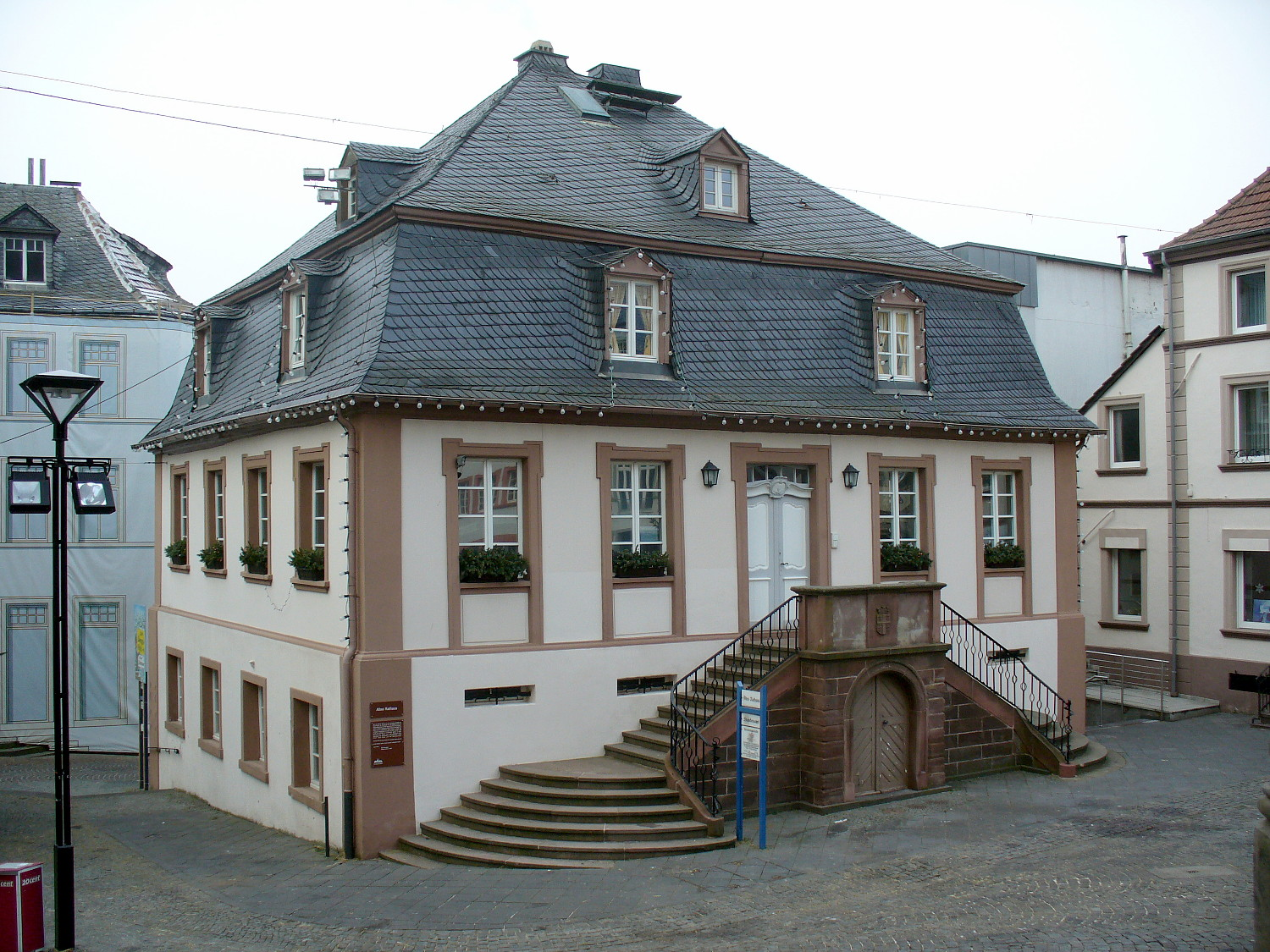